# Aspar (militar)
Aspar o Flavi Ardabur Aspar (en llatí: Flavius Ardabur Aspar) va ser un patrici d'ascendència alana i goda. Era magister militum a l'Imperi Romà d'Orient, i també va ser cònsol. Sota els emperadors Teodosi II el Jove i Marcià va combatre contra els vàndals, els perses a Armènia, i els huns als Balcans.
Era fill del també magister militum Ardabur, que va ser cònsol en temps de Teodosi II. Des de molt jove va acompanyar al seu pare en nombroses expedicions militars. Va anar amb ell a l'expedició de l'any 424 organitzada per derrotar a l'usurpador Joan el Secretari i per restaurar a Gal·la Placídia i al seu fill Valentinià III. Va ser present a la negociació del tractat de pau que es va signar amb Genseric, després que els vàndals envaïssin Àfrica.
Aspar va se cònsol l'any 434, quan va tornar de la campanya d'Àfrica, on havia anat el 431 per recolzar el general Bonifaci que lluitava contra Genseric. Els seus orígens bàrbars i la seva religió (era arià) no li permetien aspirar al càrrec d'emperador, i va decidir que organitzaria la successió al tron. Va aconseguir que el seu protegit, Marcià, es casés amb Pulquèria, germana de Teodosi II, l'any 450. Quan Teodosi va morir, Marcià va pujar al tron. Quan Marcià va morir, l'elecció lògica era la de fer emperador a Procopi Antemi, gendre de Marcià, però Aspar va aconseguir que es nomenés emperador a Lleó I, un general traci.
L'any 471 Aspar va morir assassinat juntament amb el seu fill Ardabur, quan un grup d'eunucs van assaltar el palau, al saber-se que pare i fill volien iniciar una revolta contra l'emperador. Aspar va tenir un altre fill, Ermeneric, que, com que era absent de Constantinoble, va salvar la vida.